# Dak wad Nyikang
Dak Nyikang Okwa
Dak wad Nyikang (ou Dak, fils de Nyikang, fils de Okwa) est le troisième souverain de la dynastie des rois Shilluk, après son père le demi-dieu Nyikang et son frère Cal wad Nyikang. C'est le deuxième personnage le plus illustre dans la mytho-histoire du peuple Shilluk. Les récits mythologiques le dépeignent volontiers comme un guerrier indomptable et comme un colosse toujours prêt à combattre ses adversaires. Dans les chants traditionnels, Dak symbolise le conflit et la guerre. 

## Nyikang et Dak contre le Peuple du Fleuve
« Nyikang se rendit un jour près du fleuve. D'autres gens avaient l'habitude de s'y rendre, ils pêchaient dans leur barque. Ce jour-là, quand ils aperçurent Nyikang, leur barque disparut soudainement en coulant jusqu'au fond des eaux. Nyikang vit cela mais il ne sut que faire pour les capturer. Sur ce, il rentra chez lui et dit à son fils : "Dak, il y a là quelques personnes, je ne sait que faire avec eux." Dak se rendit au même endroit mais lui non plus ne sut que faire. Dak rentra chez lui et dit : "Je ne sais que faire avec ces gens." Mais Nyikang lui répliqua : "Mon cher, pourquoi as-tu laissé ces gens s'échapper ?" Il répondit : "Parce que leur barque coule au fond du fleuve !" Dak y retourna et de nouveau, il aperçut ces gens sur leur barque en train de pêcher. Dak se transforma en aigrette et se posa au milieu du fleuve. Les gens arrivèrent puis s'approchèrent du côté de Dak. Il les captura puis leur attribua un territoire à coloniser. À partir de ce moment, ces gens vécurent dans un village. Nyikang était en train de se faire construire une hutte. Ils lui demandèrent : "Nyikang, ces huttes là, sont-elles pour toi ? Depuis le temps de nos ancêtres, nous construisons nos huttes bien différemment." Nyikang demanda : "Comment construisez vous vos huttes ?" Ils répondirent : "Avec des êtres humains !" Mais Nyikang protesta et dit : "Je n'ai pas d'humains pour faire pareille chose !" Ils répondirent : "Comment donc ! Il y a plein de gens partout avec toi! " Mais Nyikang dit : "Non, il n'y en a pas !" Sur ce, le chef des gens du fleuve s'en alla, son nom était Oloalo. Mais il revint plus tard en disant : "Apporte un homme !" Mais Nyikang continua à refuser. Oloala partit puis revint avec son propre fils ; il malaxa de la boue, puis marqua le sol, là où la hutte devait être construite. Il prépara la boue puis creusa les fondations de sa hutte. Il ordonna : "Apportez de la boue ! et on lui apporta de la boue. Il ordonna : "Maintenant, arrêtez !" Il s'empara de son fils puis le frappa avec une massue jusqu'à ce qu'il meure. Quand Nyikang vit cela, il dit : " Ah ! Oloalo ! Tu as fait une bien horrible chose ! Comment as-tu pu tuer cet enfant !? Oloalo répondit : "Comment ?" Nyikang dit: "Fort bien, à partir de ce jour cette action va devenir une coutume dans votre village. À chaque fois que vous construirez une hutte pour Nyikang, un homme devra mourir à cause de Oloalo." Les gens restèrent en cet endroit. Nyikang dit : "Ah, Oloalo, ton peuple devra toujours mourir après avoir reconstruit cette hutte !" Oloalo répondit : Peu importe ! Nous sommes nombreux ! Nous n'allons pas tous servir à cela." Nyikang lui donna quelques biens qui lui appartenaient en propre pour qu'il lui construise une hutte. Puis il dit : "Cette hutte devra être construite avec une vache noire qui devra être consommée durant la nuit ; durant la nuit, elle devra être mangée." Une famille, les suivants de Nyikang, mange le pain, une autre famille mange la viande, une famille mange la viande de la peau. C'est fini, le récit est à sa fin. »

— Different Doings and Adventures of Nyikang, D. Westermann, 1912